# Postes, téléphones et télégraphes
Pour les articles homonymes, voir Postes, télégraphes et téléphones et PTT.

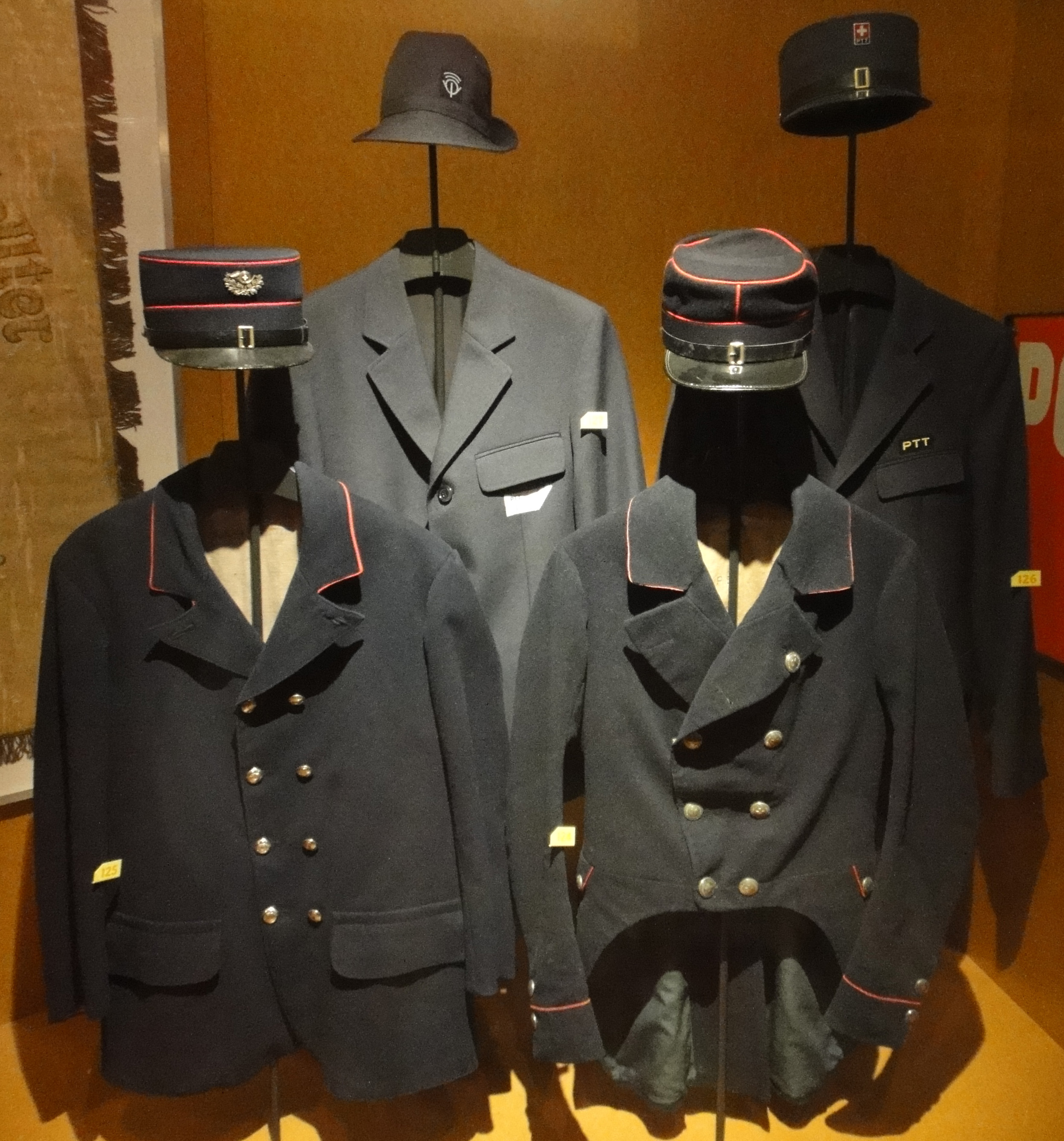
Uniformes de la poste suisse (PTT)

Postes, téléphones et télégraphes,, (PTT, en allemand : Post-, Telefon- und Telegrafenbetriebe ; en italien : Poste, telefoni e telegrafi) étaient le nom désignant l'administration publique suisse des postes et des télécommunications.

## Description
Conformément à la volonté de réforme de l'État fédéral et au développement des nouvelles technologies, elle est transformée en deux sociétés de service public le 1er janvier 1998. Les PTT donnent alors naissance à deux nouvelles entreprises autonomes : La Poste et Swisscom. Elles gardent leur statut de service public, mais ceci peut changer dans les années à venir en raison des courants demandant leur privatisation.
Avant la dissolution de l'entreprise, les PTT comptaient près de 60 000 collaborateurs et représentait alors le plus gros employeur du pays, bien qu'étant également l'exploitation la plus fortement décentralisée. Parmi ses infrastructures on pouvait compter quelque 3 600 offices de poste, plus de 1 000 centrales téléphoniques et télex, environ 1 600 émetteurs et réémetteurs de télédiffusion et de télévision. À ces chiffres il convient d'ajouter 690 lignes de bus postales constituant un réseau de 8 600 km, 400 000 lignes de réseau téléphoniques raccordant plus de 4 000 000 d'abonnés ainsi que 13 000 facteurs distribuant le courrier.

## Histoire
- 1849 : Création de la poste fédérale

La reprise de La Poste par la Confédération le 1er janvier 1849 a été décidée presque sans opposition et ancrée dans la Constitution fédérale en 1848 sous l'article 33. Les inconvénients des Postes cantonales étaient trop évidents. Dès cette époque, sa mission était de transporter des voyageurs ainsi que des lettres, des colis et des fonds.
En 1849, La Poste a été divisée en onze districts postaux. Chaque district postal avait sa propre direction qui dépendait à son tour de la direction générale de Berne. La création des districts postaux s'est fortement basée sur les frontières linguistiques et cantonales et sur les anciennes régions des postes cantonales.
- 1857 : 1ers wagons postaux
- 1874 : Fondation de l'Union postale universelle à Berne
- 1903 : 1ers transports postaux par véhicules motorisés
- 1906 : Introduction du chèque postal
- 1913 : 1er transport postal aérien
- 1920 : Création des PTT regroupant, sous une seule direction, la poste, la téléphonie et la télégraphie
- 1928 : 1re communication téléphonique vers l'Amérique
- 1939 : Habillement des boîtes aux lettres et des automates à timbres en jaune.
- 1951 : 1re concession de télévision
- 1961 : Dernière tournée à cheval à Avers (Grisons)
- 1964 : Introduction des numéros postaux d'acheminement
- 1978 : 1er Postomat (Distributeur automatique de billets) et 1er Natel
- 1979 : 1ers centraux électroniques T202 (télex) installés à Zurich et Genève
- 1989 : Introduction des intérêts pour les comptes postaux
- 1998 : Division des PTT en deux entreprises : La Poste et Swisscom

## Véhicules
Les PTT ont compté de nombreux véhicules pour assurer leur mission :
Vélo
- Cosmos (entreprise)

Électriques
- Transporteur de courrier pour le facteur à pied Harbilt Electric Trucks

Voitures
- Volkswagen Coccinelle (Modèle 1300)
- VW Type 147 (fridolin)
- Volkswagen Golf I GTI

Fourgons
- Volkswagen T2 (1972)
- Volkswagen T3
- Fourgon Mowag
- Mercedes-Benz TN

Camions
- Camion Mowag

## Galerie d'images

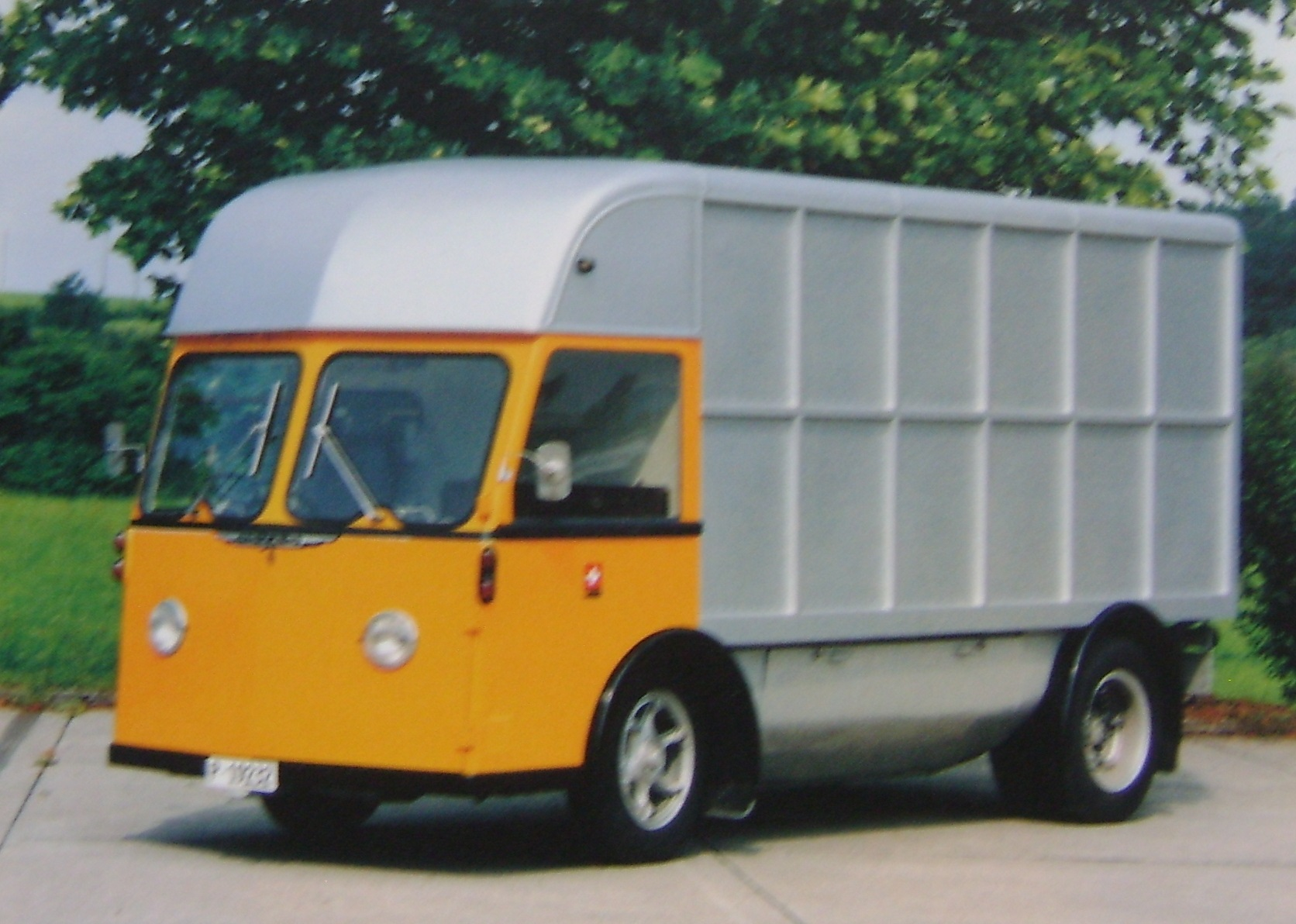
Camion Mowag
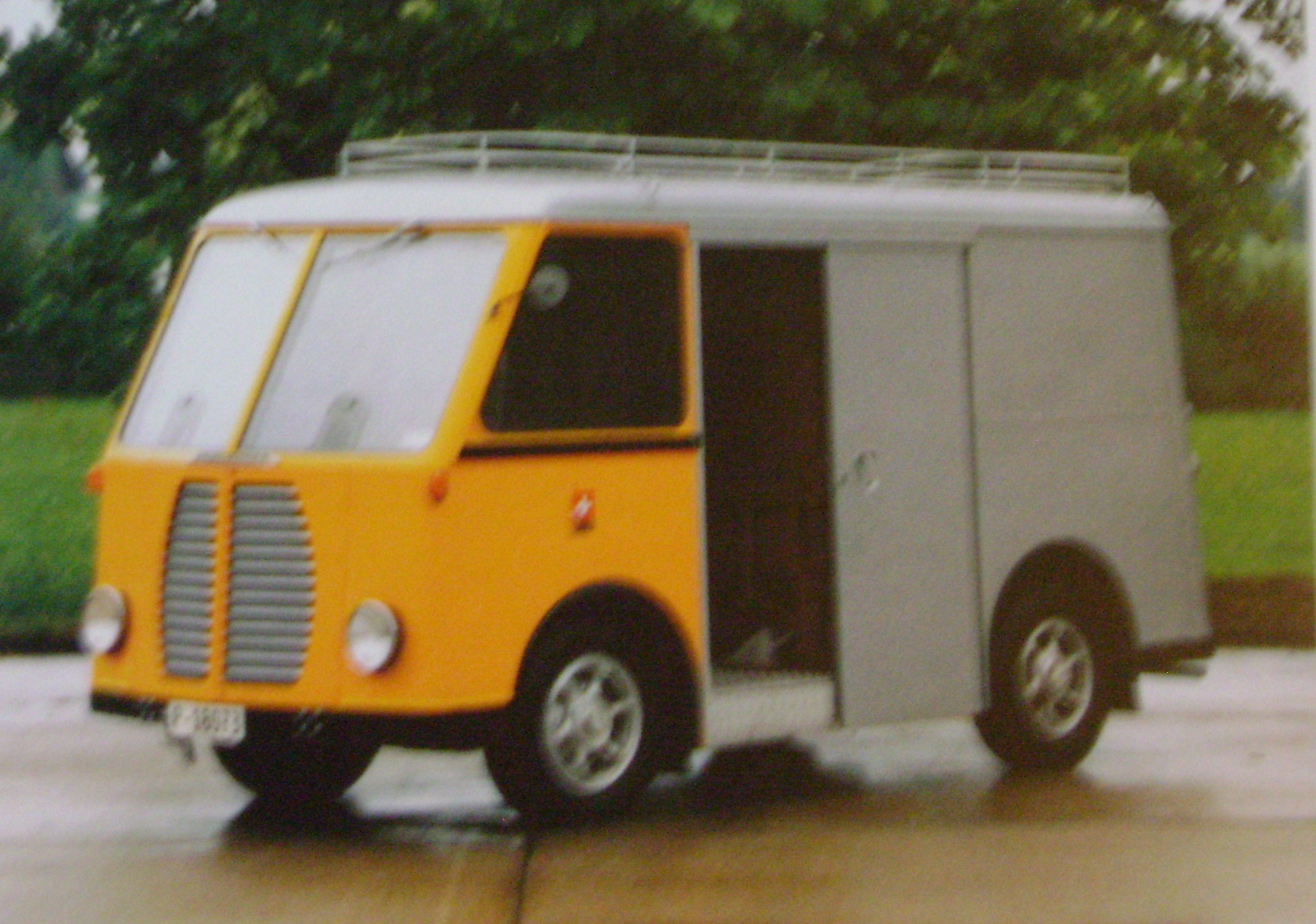
Fourgon Mowag
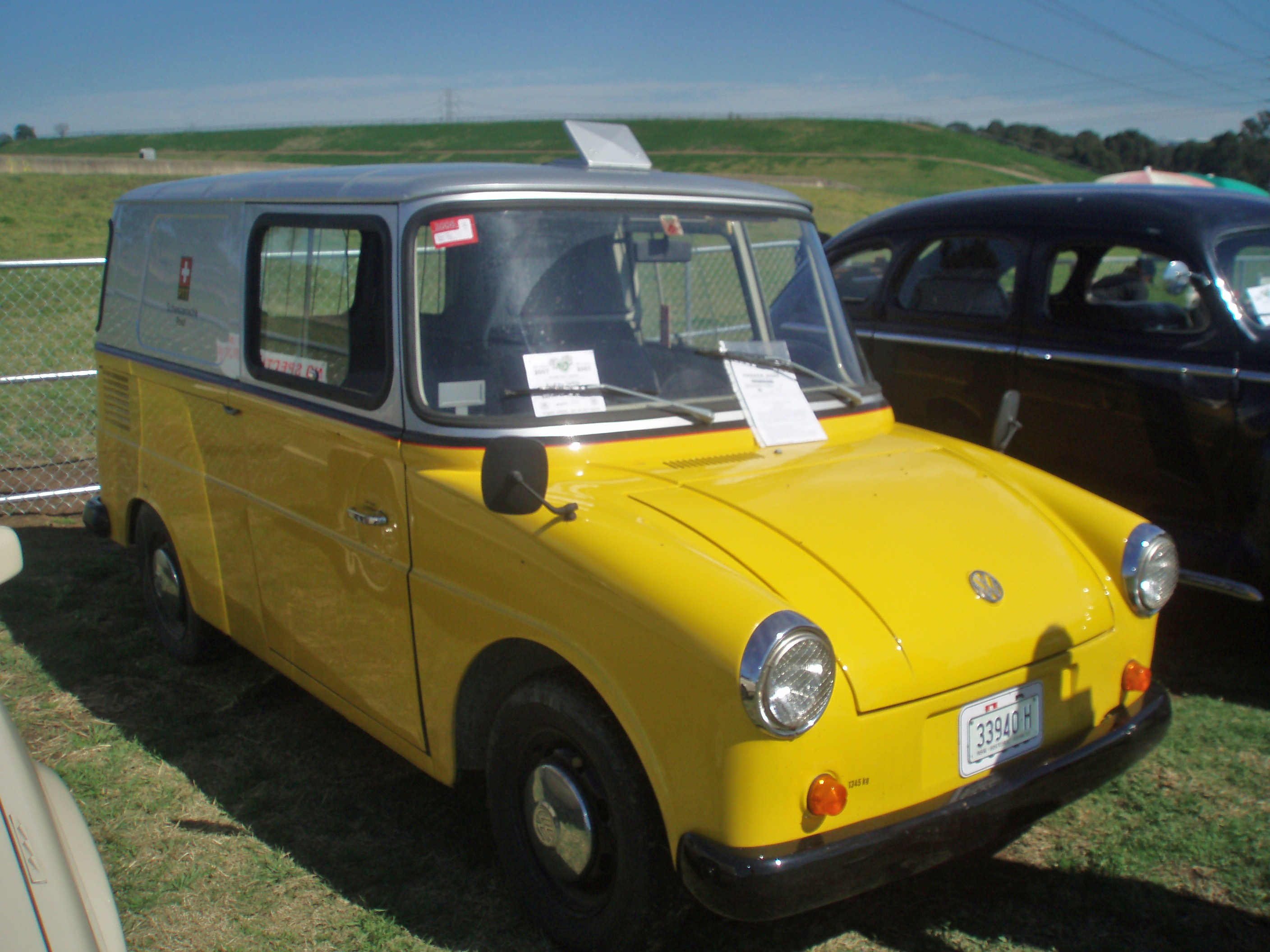
VW type 147
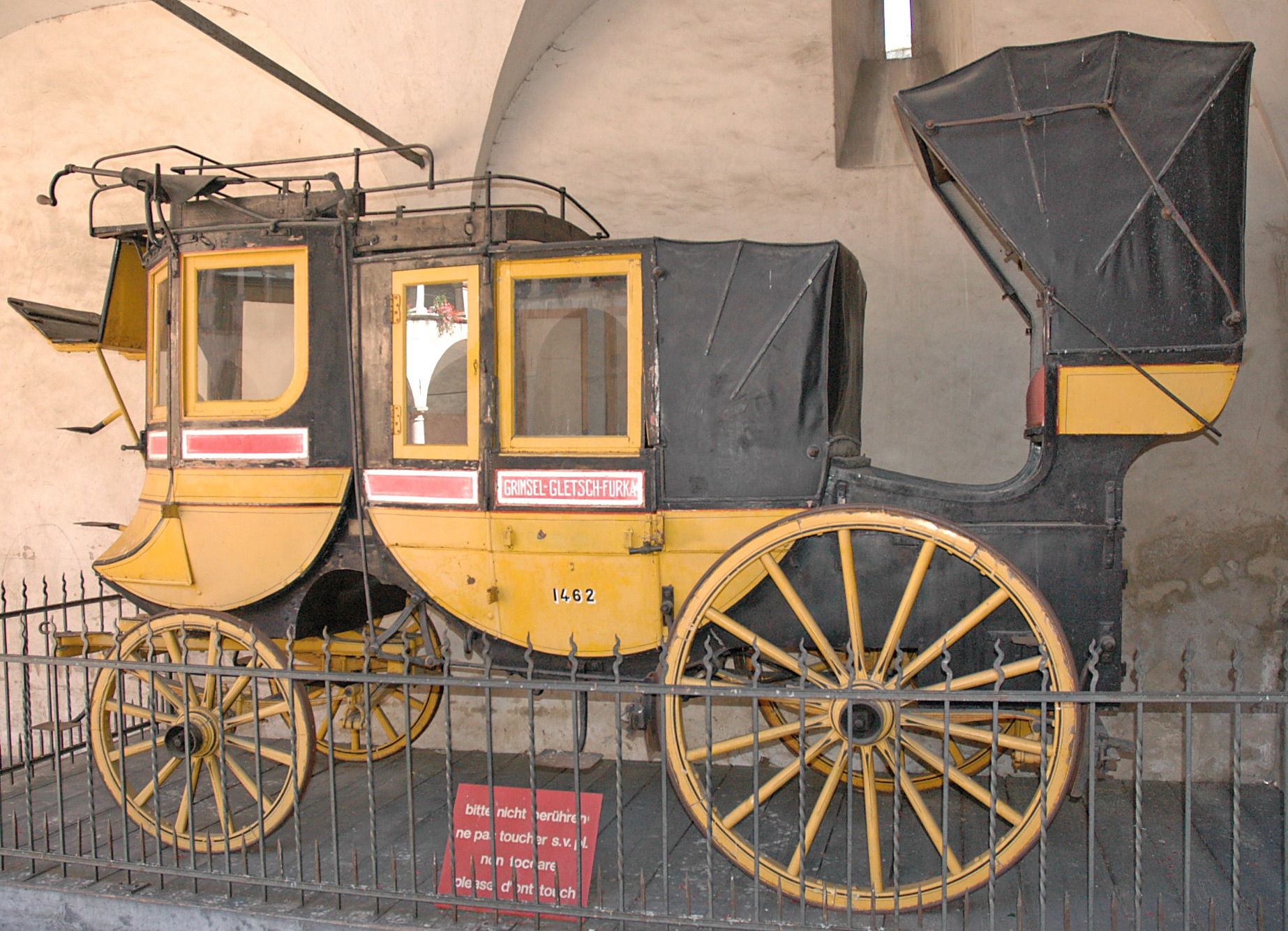
diligence postale